# Neoepedanus fokiensis
Genre
Espèce
Neoepedanus fokiensis, unique représentant du genre Neoepedanus, est une espèce d'opilions laniatores de la famille des Epedanidae.

## Distribution
Cette espèce est endémique du Fujian en Chine. Elle se rencontre vers Fuzhou.

## Description
Le mâle holotype mesure 5 mm.

## Étymologie
Son nom d'espèce, composé de foki[en] et du suffixe latin -ensis, « qui vit dans, qui habite », lui a été donné en référence au lieu de sa découverte, le Fokien.

## Publication originale
- Roewer, 1912 : « Die Familien der Assamiiden und Phalangodiden der Opiliones-Laniatores. (= Assamiden, Dampetriden, Phalangodiden, Epedaniden, Biantiden, Zalmoxiden, Samoiden, Palpipediden anderer Autoren). » Archiv für Naturgeschichte, sér. A, vol. 78, no 3, p. 1–242 (texte intégral).